# Alan Oppenheimer
Alan Louis Oppenheimer (New York, 23 april 1930) is een Amerikaans acteur en stemacteur, wiens acteursloopbaan in de jaren zeventig begon.

## Carrière

### Acteerwerk
Oppenheimer heeft diverse gastrollen gehad in populaire televisieseries. Zo was hij te zien in Bonanza, St. Elsewhere, Knight Rider, Murphy Brown, en speelde hij in drie verschillende Star Trek-series. In The Next Generation speelde hij een Klingon, hij was Starfleet-kapitein Keogh van de USS Odyssey in Deep Space Nine en had een rol als een buitenaardse ambassadeur in Voyager.
Hij heeft als acteur ook op het toneel gestaan. Op Broadway speelde hij in Andrew Lloyd Webbers Sunset Boulevard de rol van filmregisseur Cecil B. DeMille.

### Stemacteur
In de Verenigde Staten is Oppenheimer ook bekend als de stem van veel tekenfilmfiguren in beroemde series als He-Man, DuckTales, The Transformers en De Smurfen. De laatste jaren leent hij zijn stem eveneens aan personages uit videospellen. Zo werkte hij mee aan Soldier of Fortune II: Double Helix en de Fallout-spellenserie. Ook sprak Oppenheimer stemmen in voor de films Toy Story 4 en Chip 'n Dale: Rescue Rangers.

## Biografie
Alan Oppenheimer is de zoon van Louis E. Oppenheimer, een beurshandelaar, en Irene Oppenheimer-Rothschild. Hij is getrouwd geweest met kostuumontwerpster Marianna Elliott, waarmee hij drie kinderen heeft gekregen, en nadien met professioneel tennisster Marilyn Greenwood.